# Grandas de Salime
Grandas de Salime település Spanyolországban, Asztúria autonóm közösségben. Grandas de Salime Santa Eulalia de Oscos, San Martín de Oscos, Pesoz, Allande, Negueira de Muñiz és A Fonsagrada községekkel határos. Lakosainak száma 779 fő (2024).

## Népesség
A település népessége az utóbbi években az alábbiak szerint változott:
| Lakosok száma | 1323 | 1219 | 1107 | 1075 | 1001 | 943  | 874  | 835  | 774  | 779  |
|               | 2001 | 2004 | 2007 | 2009 | 2012 | 2014 | 2017 | 2019 | 2022 | 2024 |